# Flums
Flums ist eine politische Gemeinde und eine Ortschaft im Wahlkreis Sarganserland im Schweizer Kanton St. Gallen. Flums besteht aus den drei Ortsgemeinden Flums-Dorf, Flums-Grossberg und Flums-Kleinberg.

## Geographie

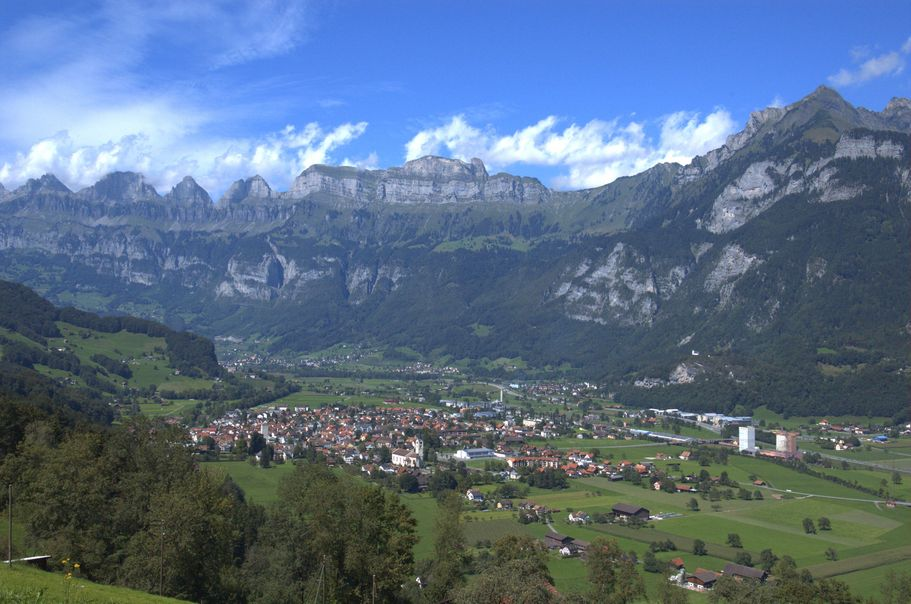
Flums mit den Churfirsten

Flums umfasst das Schilstal bis zur südwestlichen Grenze gegen den Kanton Glarus, einen Teil der vom Bach Seez durchflossenen Ebene, dem Seeztal, und den Westhang der Alvierkette. Flums ist vor allem durch das Ski- und Wandergebiet Flumserberg bekannt geworden; letzteres liegt auch auf dem Gemeindegebiet von Quarten.

## Geschichte

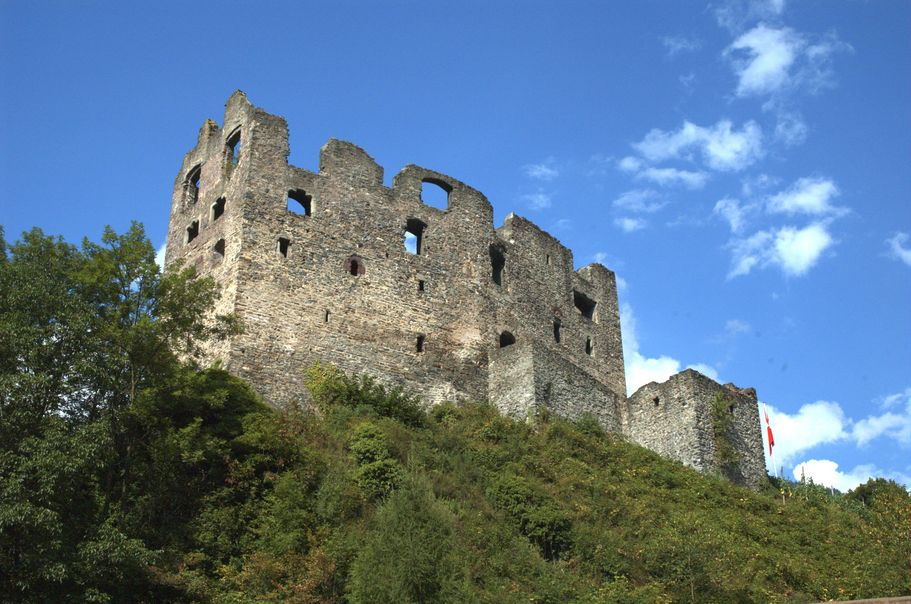
Ruine Gräpplang

Auf eine römische Siedlung deuten Baureste, Scherben und Münzen unter der St. Justuskirche hin. Beim sogenannten Heiligenbungert wurden Spuren einer Römerstrasse entdeckt. 765 wurde Flumini erstmals erwähnt, als Bischof Tello von Chur in seinem Testament den vierten Teil des Fronhofs zu Flums vorbehalten hatte. Im Churrätischen Reichsgutsurbar um 850 wurde Flums mit einer Taufkirche und Gütern in königlichem Besitz genannt. Karl der Dicke tauschte 881 mit Bischof Ruodharius von Chur das in Unterrätien gelegene Flums gegen Güter im Elsass. Als bischöflicher Besitz wurde Flums von einem Vogt verwaltet; als Erster erschien um 1200 Sifrid von Flums. Mehrfach verpfändeten die Churer Bischöfe im Spätmittelalter die Herrschaft Flums mit der 1249 erstmals erwähnten Burg Gräpplang und lösten sie wieder ein. 1528 erwarb Ludwig Tschudi der Jüngere die Festung für 2400 Florin. Bis 1767 verblieb sie im Besitz der Familie Tschudi. 1804 wurde sie zum Abbruch verkauft; seit 1923 gehört die Ruine der Gemeinde Flums.

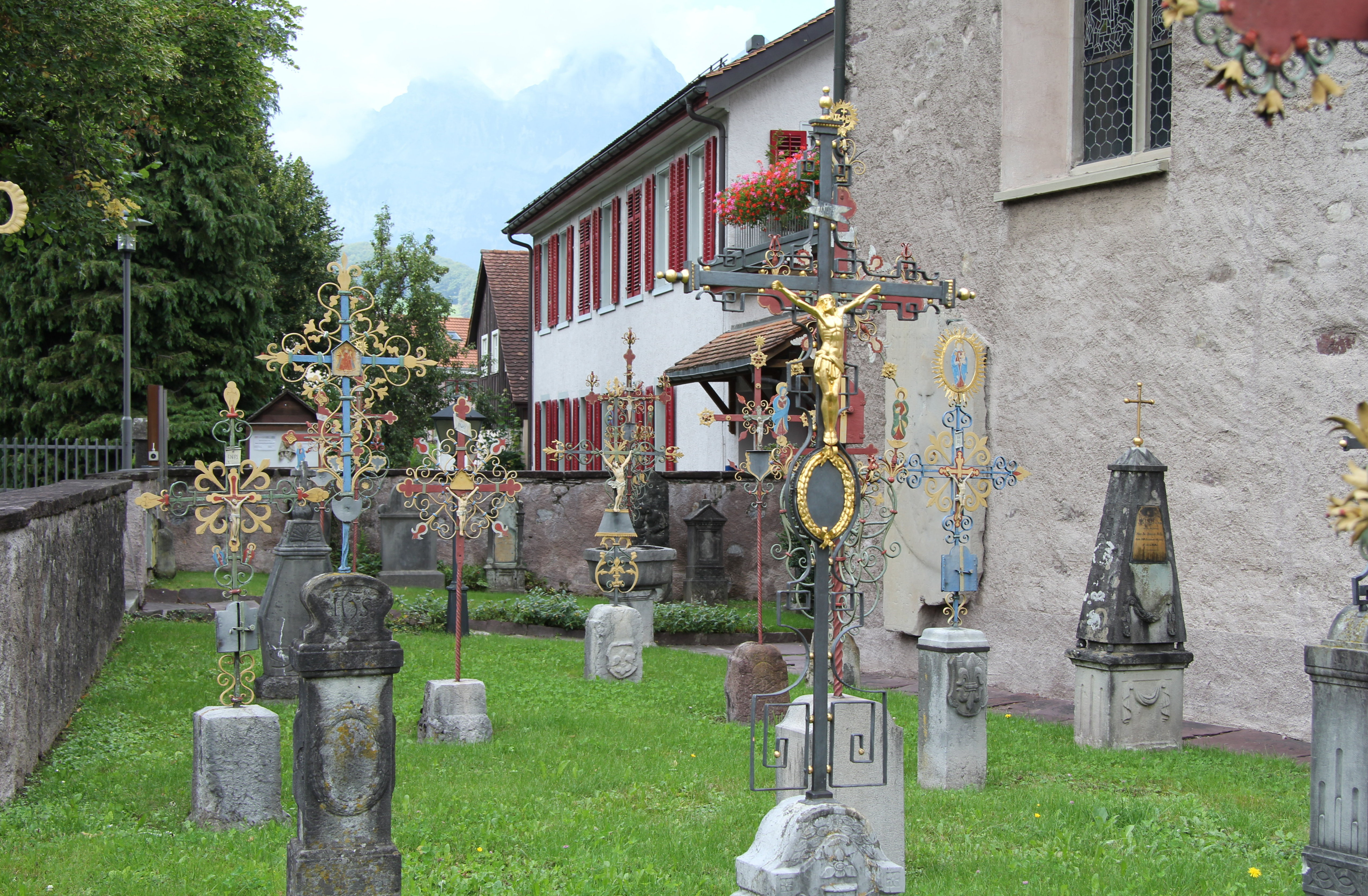
Alter Friedhof bei der Justuskirche

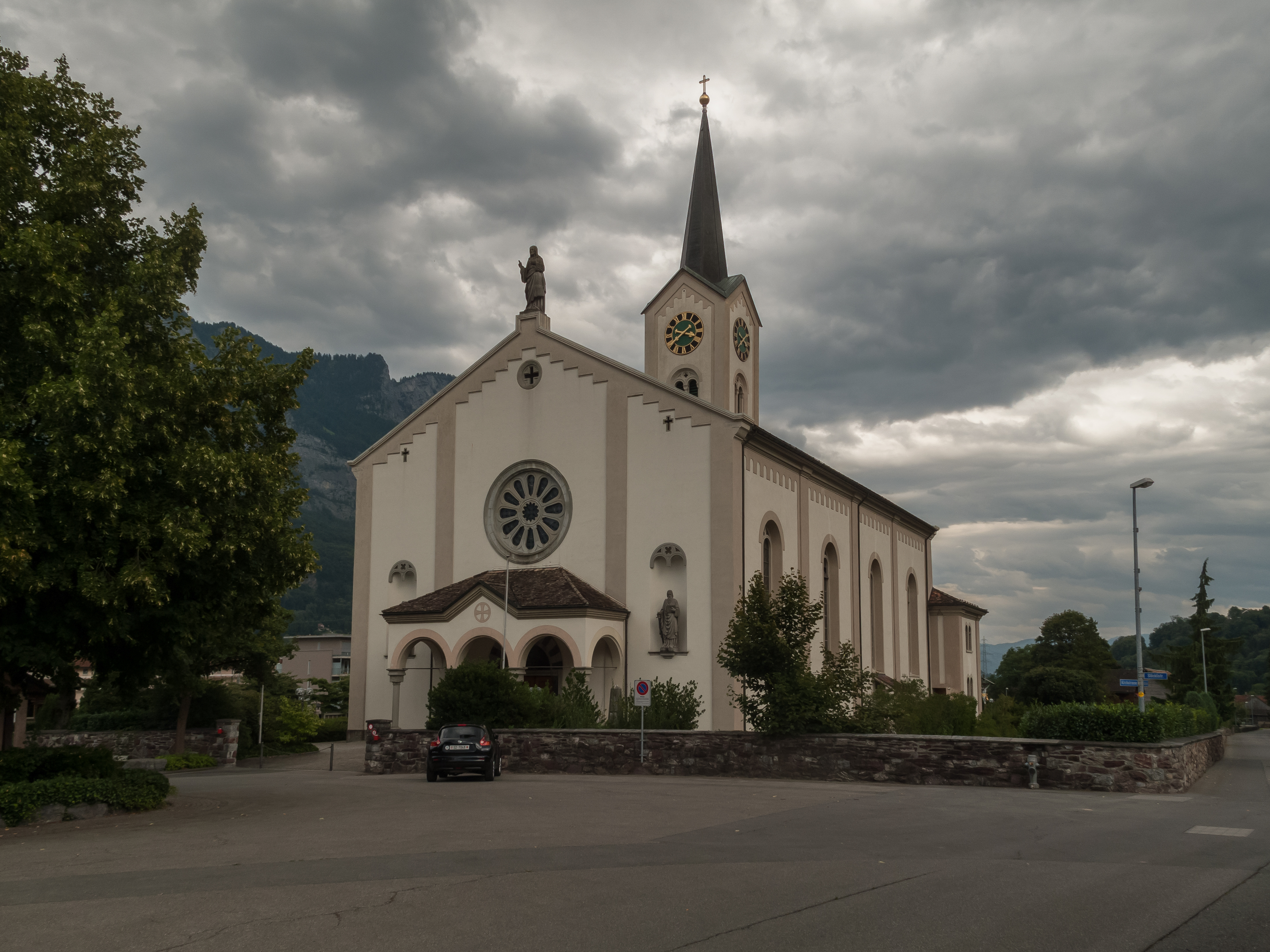
Katholische Kirche Sankt Laurentius

Luftbild von Walter Mittelholzer von 1919

Vor der Reformation bestanden in Flums eine Pfarr- und zwei Kaplaneipfründen; die Kollatur hatte der jeweilige Herr von Gräpplang inne. 1529 wurde in Flums auf Initiative von Martin Mannhart die Reformation eingeführt; der evangelische Pfarrer und Glarner Fridolin Brunner wirkte hier. Ein Jahr später erhielten die Altgläubigen unter Landvogt Aegidius Tschudi wieder die Mehrheit. 1714 trennten sich Berschis und Tscherlach kirchlich von Flums und bildeten eine eigene Pfarrei. Älteste Kirche ist die ehemalige Pfarrkirche St. Justus, unter deren spätgotischem Chor sich Reste einer frühkarolingischen Kirchenanlage befinden. 1861 bis 1863 erfolgte der Bau der heutigen Pfarrkirche St. Laurentius. Älteste Kapelle ist die romanische St. Jakobskapelle bei Gräpplang mit dem ältesten romanischen Glasgemälde der Schweiz von etwa 1180. Ein Rundbogenfenster mit einer Darstellung der Madonna mit dem Kind ist seit 1889 im Landesmuseum Zürich ausgestellt; Fresken stammen aus der Zeit um 1300.
1798 kam Flums zum Distrikt Mels im Kanton Linth, 1803 zum Kanton St. Gallen; die bisherigen Ortsteile Berschis und Tscherlach wurden der Gemeinde Walenstadt zugeschlagen. 1819 wurden Ortskorporationen mit Weide- und Wälderteilung errichtet, 1832 drei selbstständige Ortsgemeinden gebildet. Die Sekundarschule Flums besteht seit 1895, sie ist seit 1900 in Flums-Berschis angesiedelt und wurde 1984 in ein Oberstufenzentrum umgewandelt.
Flums ist bis in die Gegenwart landwirtschaftlich geprägt (Viehzucht, Milchproduktion, Alpwirtschaft). Von 1400 bis 1700 spielte Flums eine wichtige Rolle in der Verhüttung des Gonzenerzes. Wegen des Rückgangs der Waldbestände wurde die Eisenschmelze dann nach Plons in die Gemeinde Mels verlegt. Wirtschaftlicher Aufschwung und Industrialisierung setzten ab 1850 langsam ein, begünstigt durch den Anschluss 1859 an die Eisenbahnlinie Zürich-Chur und die Nutzung der Wasserkraft der Schils. 1866 gründeten die Brüder Heinrich und Johann Spoerry eine Baumwollspinnerei, die noch ums Jahr 2000 der bedeutendste Fabrikationsbetrieb der Gemeinde war. Die Firma Spoerry errichtete 1900 zudem eine Karbidfabrik. Seit 1969 gibt es die Flumroc AG, die Dämmungen aus Steinwolle herstellt. Zur Flumroc-Gruppe gehören in Flums auch die ehemalige Maschinenfabrik Flums AG, die vormals 1853 gegründete Maschinenfabrik Hartmann; heute Flumec AG und die Pamag AG. Im 20. Jahrhundert entwickelte sich Flums und die Flumserberge zum Kur-, Ski- und Wandergebiet. Der Tourismus bildet auch heute neben Landwirtschaft, Industrie und Gewerbe einen wichtigen Erwerbszweig.

## Bevölkerung
Die Gemeinde Flums hatte am 1. Januar 2022 eine Bevölkerung von 5074 Einwohnern. Davon waren 1103 Ausländer. Am 1. Juli 2022 hatte die Ortschaft Flums 4299 Einwohner.

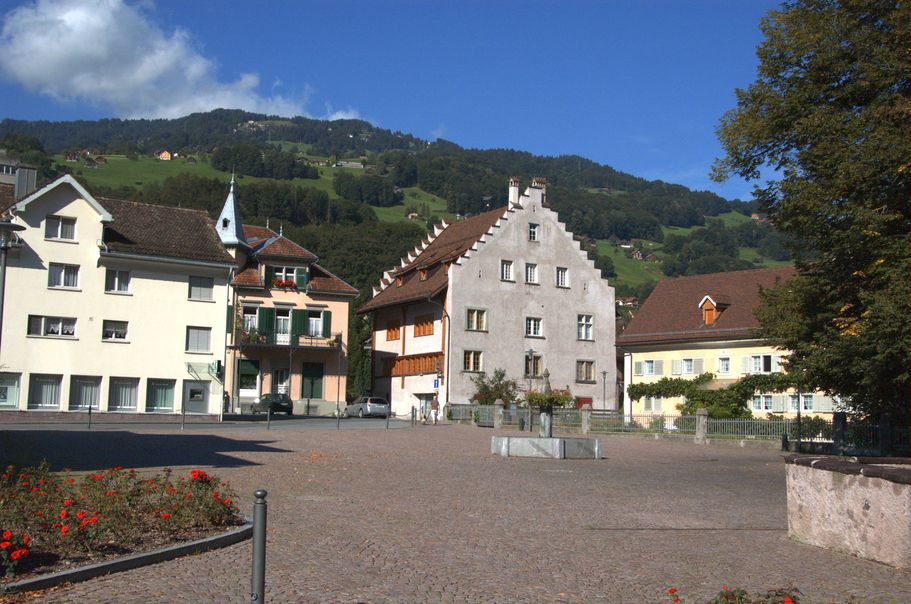
Lindenplatz

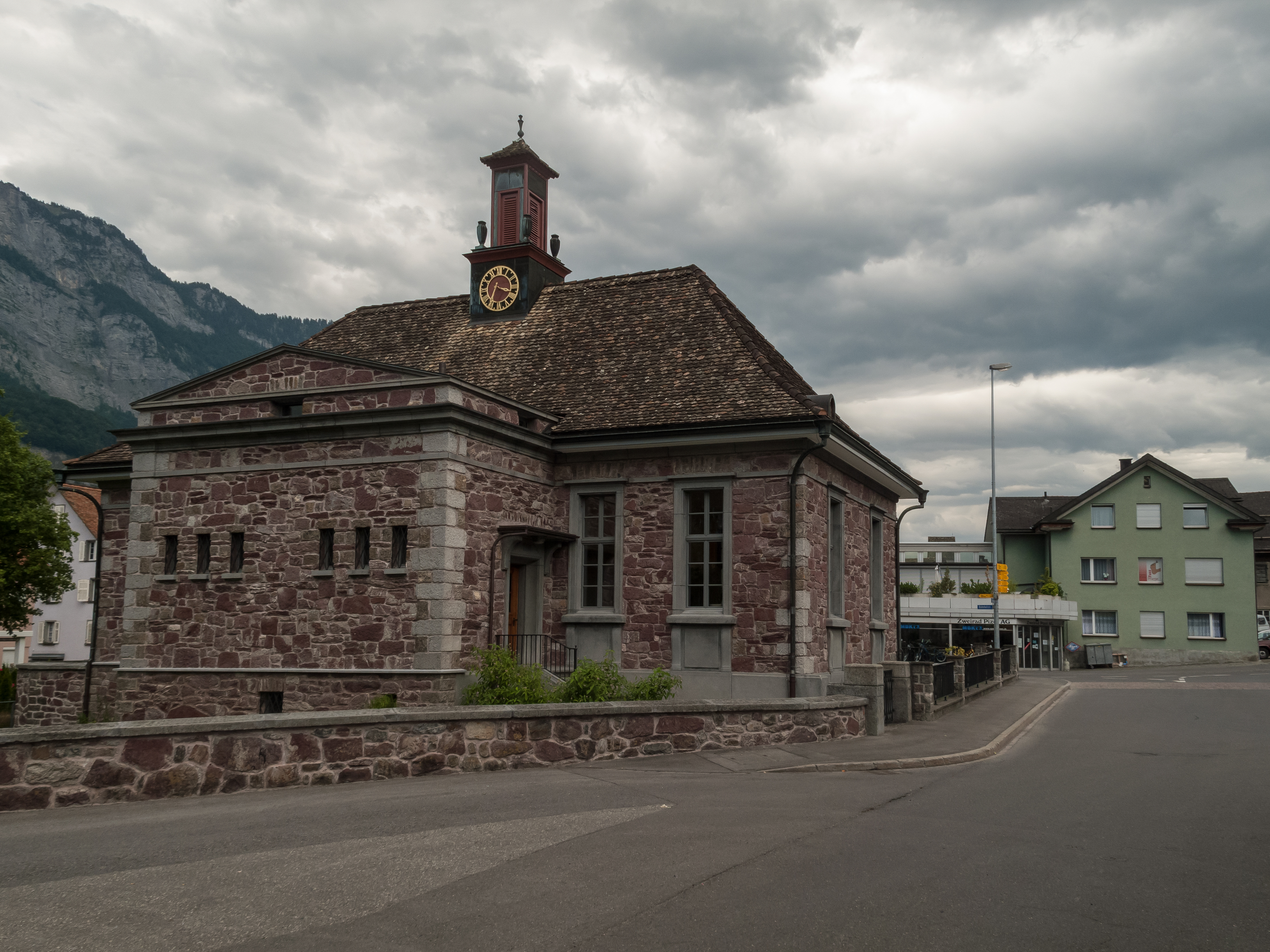
Evangelische Kirche

| Bevölkerungsentwicklung | Bevölkerungsentwicklung |
| Jahr                    | Einwohner               |
| ----------------------- | ----------------------- |
| 1739                    | 1864                    |
| 1850                    | 2577                    |
| 1900                    | 3567                    |
| 1950                    | 4833                    |
| 1970                    | 4474                    |
| 2000                    | 4882                    |
| 2010                    | 4812                    |
| 2020                    | 4964                    |

| Verteilung der Bevölkerung auf Ortschaften                                               | Verteilung der Bevölkerung auf Ortschaften |
| ---------------------------------------------------------------------------------------- | ------------------------------------------ |
| Stand 1. Juli 2022                                                                       |                                            |
| 8890 Flums                                                                               | 4299                                       |
| 8893 Flums Hochwiese                                                                     | 464                                        |
| 8894 Flumserberg Saxli                                                                   | 232                                        |
| 8895 Flumserberg Portels                                                                 | 257                                        |
| 8896 Flumserberg Bergheim                                                                | 523                                        |
| 8897 Flumserberg Tannenheim                                                              | 744                                        |
| 8898 Flumserberg Tannenbodenalp Ein Teil der Tannenbodenalp gehört zur Gemeinde Quarten. | 658                                        |

### Religionen
Die Mehrheit der Einwohner gehört einer christlichen Religion an; 64,9 % sind römisch-katholisch, knapp 9 % sind evangelisch. Die restlichen Einwohner gehören einer anderen Religion an oder sind konfessionslos.

## Ortsgemeinden

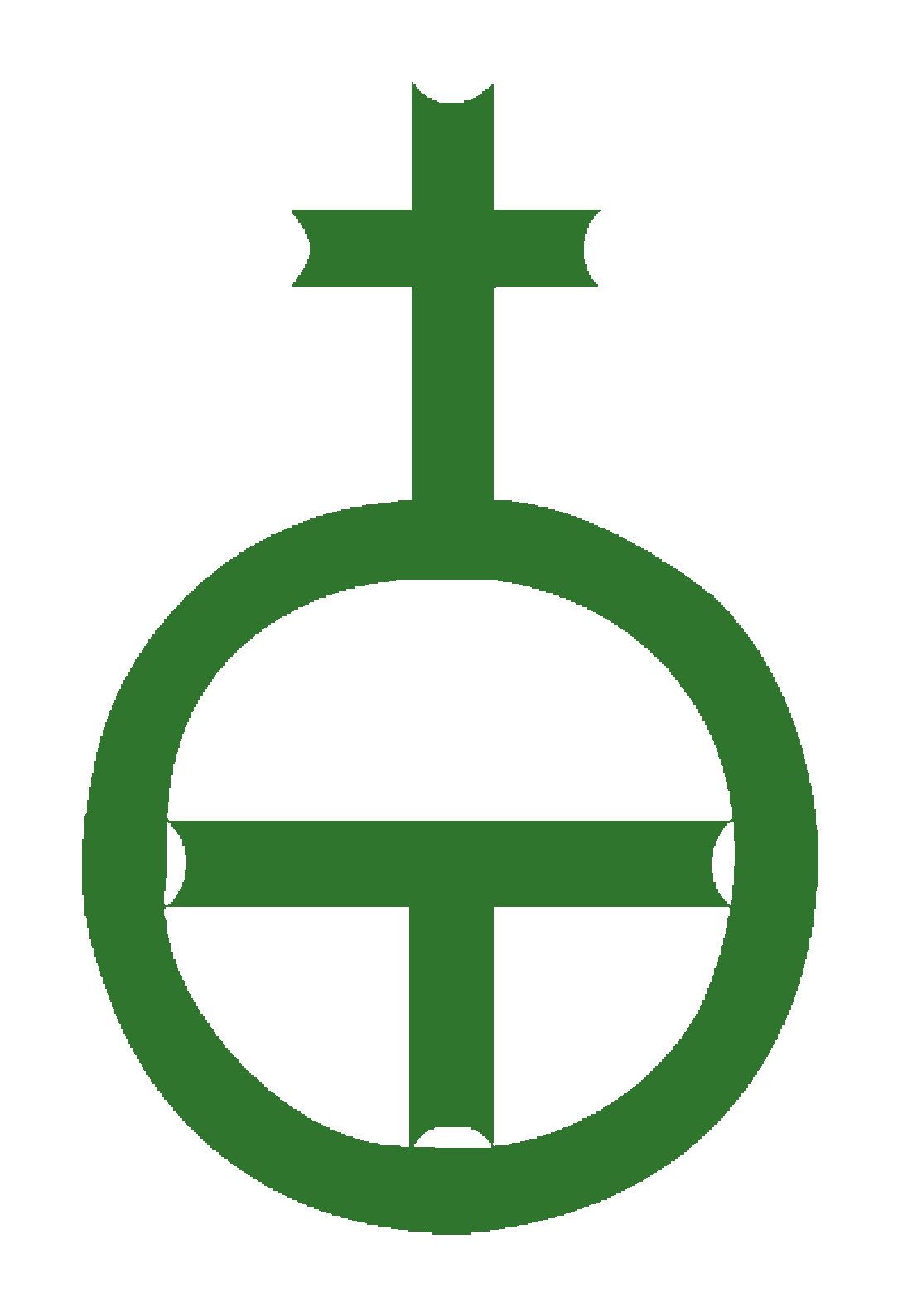
Wappen der Ortsgemeinde Flums-Dorf.

Nahezu die Hälfte der Flumser Bevölkerung sind Ortsbürger der drei Ortsgemeinden Flums-Dorf, Flums-Grossberg und Flums-Kleinberg. Von den 7515 Hektaren Grundeigentum in der politischen Gemeinde Flums sind 5578 Hektaren (74 %) im Besitz der drei Ortsgemeinden.
Nachdem sich die Flumser Bürger wegen der Nutzung und Aufteilung des Allmendbodens zerstritten hatten. kam es 1819 zur Teilung der alten Bürgergemeinde in die drei Korporationen Flums-Dorf, Grossberg und Kleinberg. 1832 erhielten sie den Status von Ortsgemeinden. Ungeteilt blieb der 40 Hektaren umfassende Maltinawald  oberhalb von Flums auf der Kleinberger Seite. Er bildet die Ökonomische Gemeinde Flums, die von einem Rat, bestehend aus Mitgliedern aller drei Ortsgemeinden, verwaltet wird. Stimmberechtigt sind die stimmberechtigten Ortsbürger aller drei Ortsgemeinden.

### Ortsgemeinde Flums-Dorf
Die Ortsgemeinde Flums-Dorf besitzt vier Alpen und Wald.
Auf der Alp Fursch  unter dem Gipfel des Spitzmeilen werden etwa 250 Kühe, Rinder, Kälber, Schweine und Schafe gesömmert und 5600 Kilogramm Alpkäse produziert. Die zahlreichen Quellen dienen der Trinkwasserversorgung von Flums. Die Alp Panüöl  im Skigebiet Flumserberg wird von rund 190 Kühen, Rindern und Kälbern bestossen. Während eines Alpsommers werden rund 100'000 Kilogramm Milch gemolken. Auf der ebenfalls im Skigebiet Flumserberg gelegenen Milch-, Mutterkuh-, Rinder- und Pferdealp Prod  weiden 150 Tiere und werden jährlich rund 39'000 Kilogramm Milch gemolken. Auf der Schafalp Balzu  auf der Sonnenseite des Seeztals werden rund 50 Tiere gesömmert.

## Wirtschaft

### Verkehr

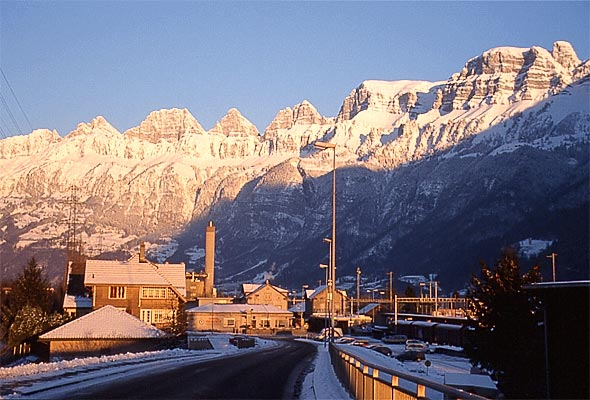
Bahnhof bei Tagesanbruch

Flums verfügt über eine gute Verkehrsanbindung. Neben einer Anbindung an die Autobahn A3 gibt es Hauptstrassen, die in die Berge führen und mit der Walenseestrasse verbunden sind.
Darüber hinaus gibt es ein gut ausgebautes Busverkehrsnetz. Eine Buslinie führt nach Walenstadt. Eine weitere Buslinie verbindet den Bahnknotenpunkt Sargans via Flums mit dem Ferienort Flumserberg.
Etwas ausserorts verläuft die Bahnstrecke Ziegelbrücke-Chur, die bei Flums einen Bahnhof enthält. Neben der S4 der S-Bahn St. Gallen hält hier in den Abendstunden auch der RegioExpress Zürich-Chur.

### Tourismus
Die Gemeinde besitzt einen grossen Anteil am Flumserberg, der im Winter und Sommer eine beliebte Touristenattraktion ist. Neben Wandertouren gibt es auch ein grosses Netz an Sesselliften und Gondelbahnen. Eine Sehenswürdigkeit ist die stattliche Ruine der Burg Gräpplang.

### Industrie

Luftbild der Sägerei beim Bahnhof von Walter Mittelholzer von 1934

Flums erlebte zu Beginn des letzten Jahrhunderts einen industriellen Aufschwung. Dadurch entstanden viele Fabriken, darunter die schweizweit bekannte Spinnerei Spoerry & Co. AG, die Ende Januar 2009 als eine der letzten Schweizer Spinnereien ihren Betrieb einstellte.
Die Firma Flumroc stellt Produkte aus Steinwolle zur Wärme- und Geräuschdämmung her.
Die international operierende Firma Bartholet Maschinenbau (BMF) stellt Seilbahnen aller Art, Freizeitparkanlagen und weitere Personenbeförderungsanlagen her. Die Anlagen für Vergnügungsparks werden durch die Tochterfirma Swiss Rides AG vertrieben.
1970 wurde der Versuchsstollen Hagerbach von Ingenieur Rudolf Amberg und Partnern gegründet. Am Fuss des Eichbuel in Flums Hochwiese wurde ein über fünf Kilometer langer Stollen im harten und zähen Kieselkalk ausgebrochen, der inzwischen zu Europas grösster privater Forschungsanlage untertags geworden ist. Unterschiedliche technische Forschungen und Entwicklungen werden hier gemacht und verschiedene Dienstleistungen erbracht.

## Kultur und Sehenswürdigkeiten

### Fasnacht

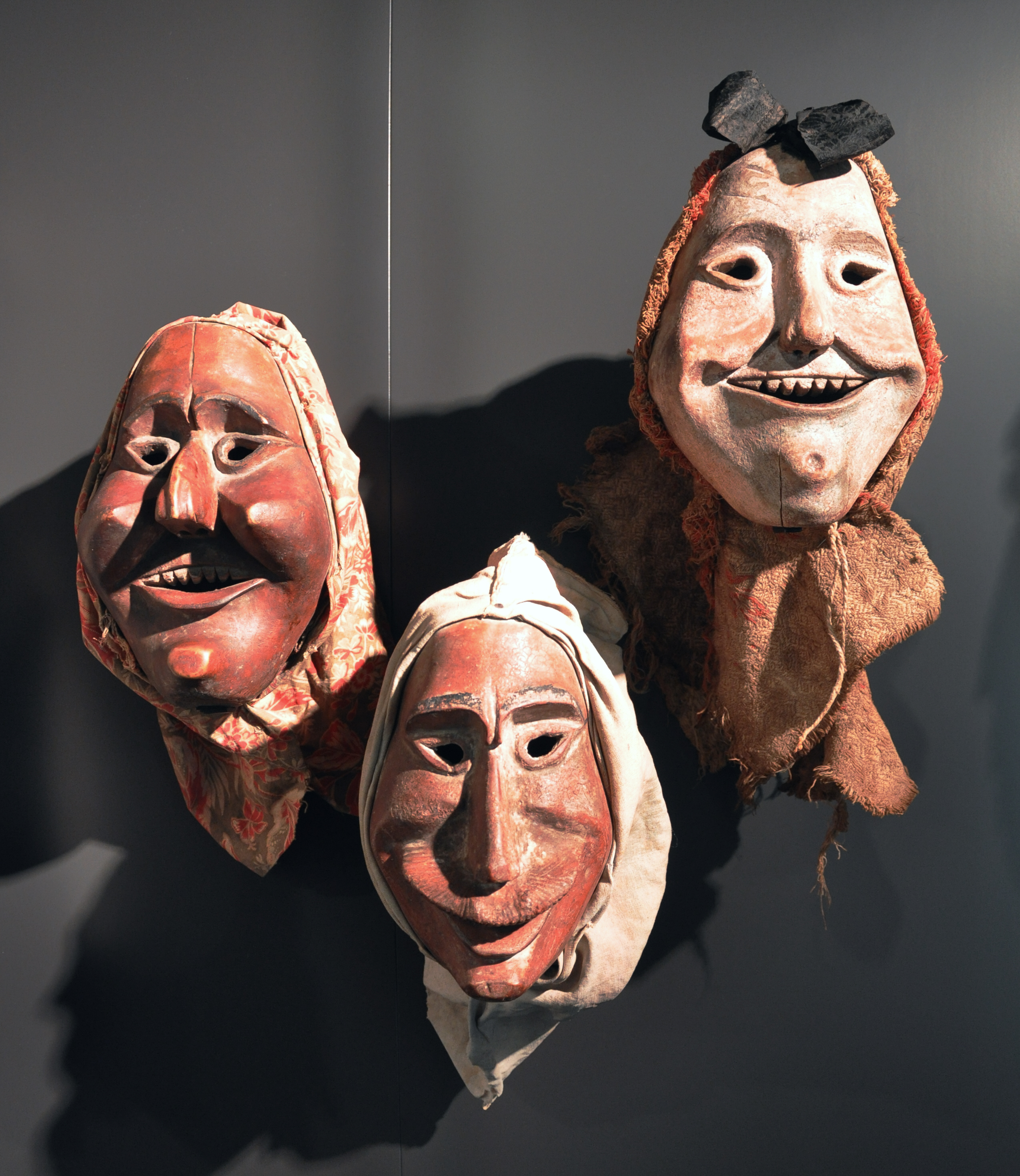
Drei Masken von Niklaus Bless, Flums. Ende 19./Beginn 20. Jahrhundert

In Flums existieren zwei Fasnachtsgesellschaften, nämlich die Fasnachtsgesellschaft Flums und die Schwarzen Engel Flums.
Die Schwarzen Engel sind eine traditionsreiche Brauchtumsgruppe. Sie bestehen aus den männlichen Butzi, welche als Teufel verkleidet sind und den weiblichen Chrüterwyber. Das Oberhaupt der Schwarzen Engel ist der amtierende Hofnarr. Er wird jeweils im Oktober von den Alt-Hofnarren als Vorschlag gewählt und an der Käfig-Öffnete dem Fasnachtsvolk im Keller des Pöstli vorgeschlagen. Sämtliche Holzlarven (Holzmasken) der Schwarzen Engel sind von Hugo Reichlin (Hofnarr Hugo I.) geschnitzt und teilweise über 50 Jahre alt.
Auf die Schwarzen Engel geht zurück, dass der Fasnachtsmontag für die Schüler von Flums seit längerer Zeit schulfrei ist.

## Persönlichkeiten
- Fridolin Brunner (1498–1570), evangelischer Pfarrer, wirkte 1530–1531 als Reformator in Flums
- Leo Schlegel (1873–1938), Zisterzienser
- Johann Baptist Umberg (1875–1959), Jesuit und Hochschullehrer der Theologischen Fakultät der Universität Innsbruck
- Alois Senti (1930–2015), Redaktor, Autor, Volkskundler, Sagenforscher
- Theo Gantner (1931–2021), Volkskundler und Museumsleiter
- Edmund Bruggmann (1943–2014), Skirennfahrer
- Markus Gassner (* 1945), Arzt, klinischer Immunologe und Allergologe
- Max Rüdlinger (* 1949), Schauspieler
- Ernst Good (* 1950), Skirennfahrer
- Marie-Theres Nadig (* 1954), Skirennfahrerin und Olympiasiegerin